# Glenda Doucet-Boudreau
Glenda Doucet-Boudreau est une femme d'origine acadienne engagée au sein d’organismes acadiens et nationaux faisant la promotion de la langue et de la culture françaises. Son action est consacrée à l’avancement de dossiers essentiels à la vitalité des communautés acadiennes, particulièrement dans les domaines de l’éducation, des droits des femmes et de la valorisation du patrimoine acadien.

## Jeunesse
Elle grandit à Saint Bernard, dans la région de Clare, Nouvelle-Écosse. En 1970, alors qu'elle était au secondaire, elle est sélectionnée pour représenter le Club 4-H de la Nouvelle-Écosse à Washington. Elle dit : « J'aimais participer aux concours oratoires du club 4-H et je n'ai jamais arrêté de parler! ».

## Carrière
Elle obtient en 1974, son diplôme d'infirmière agréée (BN, RN) de l'Université Dalhousie. Elle travaille comme infirmière à domicile pendant plusieurs années, ce qui lui permet de bien connaître sa communauté. Par la suite, elle devient Directrice générale de la Clinique Well Women and Health Awareness Clinic.
Glenda Doucet-Boudreau joint  la Fédération des parents acadiens de la Nouvelle-Écosse (FPANÉ) en 1986 avec le but de faire avancer la cause des écoles homogènes en Nouvelle-Écosse. Élue au Conseil scolaire Clare-Argyle School Board  de 1991 à 1994, elle rassemble un groupe de parents et comparaît devant les tribunaux pour faire respecter l'article 23 de la Charte des droits et libertés du Canada. Après une vingtaine d’années, le progrès envers les écoles secondaires francophones reste minime. Il faut plusieurs années de lutte devant les tribunaux pour que les communautés acadiennes obtiennent les écoles homogènes. Ainsi en 2003, l'arrêt Doucet-Boudreau de la Cour suprême du Canada marque la responsabilité des provinces et territoires à répondre à leurs obligations en matière d’éducation dans la langue de la minorité.
À partir de 2018, elle parcourt les bureaux de direction de plusieurs institutions notamment l'Alliance des femmes de la francophonie canadienne (AFFC), la Fédération des femmes acadiennes de la Nouvelle-Écosse (FFANE), le Réseau santé Nouvelle-Écosse, Le Courrier de la Nouvelle-Écosse, l'Association Madeleine LeBlanc dont elle est l'une des membres fondatrices dès 1975. La même année, elle devient membre du comité du projet 250 ans : 150 +100 femmes inspirantes de la baie Sainte-Marie, qui aboutit à la publication de l'ouvrage Femmes inspirantes de la baie Sainte Marie. Elle est présidente de l’Association Madeleine LeBlanc depuis 2011.
Après plusieurs participations au comité organisateur du Festival acadien de Clare, en 2013, elle et son mari Stanley Boudreau sont choisis M. et Mme Acadie.

## Prix et distinctions
- En 2019, Mme Doucet-Boudreau est récipiendaire de l’Ordre de la Pléiade[14],[15] au grade de chevalier, en reconnaissance de son travail pour la communauté francophone.
- Certificat May-Bouchard 2021
- 28 octobre 2021, Adoubement de Glenda Doucet-Boudreau et d’Elaine Saulnier-Thimot par la Compagnie des Cent Associés francophones[16],[17].
- Certificat de mérite Léger Comeau 2022[18]
- Certificat de mérite Denise Samson de la FFANE 2022-2023
- Prix d’excellence du Lieutenant-Gouverneur pour l’Acadie et la francophonie de la Nouvelle-Écosse 2023[19]
- Prix de reconnaissance du Conseil scolaire acadien provincial (CSAP)[20]
- l'Université Sainte-Anne lui décerne un doctorat honorifique en éducation en 2025[21].

## liens externes
Fédération des femmes acadiennes de la Nouvelle-Écosse (FFANE)